# Euselasia murina
Euselasia murina är en fjärilsart som beskrevs av Hans Ferdinand Emil Julius Stichel 1925. Euselasia murina ingår i släktet Euselasia och familjen Riodinidae. Inga underarter finns listade i Catalogue of Life.